# 逃出奧斯威辛
《逃出奧斯威辛》是2021年上映的斯洛伐克戰爭電影，由彼得·比布亞克執導及編劇，改編自講述魯道夫·弗爾巴與阿爾弗雷德·韋茨勒真人真事的小說《What Dante Did Not See》；曾代表斯洛伐克角逐奧斯卡金像獎最佳國際電影及金球獎最佳外語片。

## 劇情簡介
劇情講述二戰期間被關押在奧斯威辛集中營的囚犯Freddy及Valér，在目睹納粹對猶太人的種種惡行後而決心出逃向世人揭發真相，他們憑藉驚人的記憶力寫出具體而詳實的《弗爾巴-韋茨勒報告》，終於讓盟軍相信了集中營的存在，最後拯救了數十萬猶太同胞。

## 演員表
- 諾爾·秋喬 飾 Freddy
- 佩德·雷吉卡（Peter Ondrejička） 飾 Valér
- 約翰·漢納 飾 Warren
- 沃伊切赫·麥克瓦爾多夫斯基（波兰语：Wojciech_Mecwaldowski） 飾 Kozlowski
- 亞賽克·貝勒（波兰语：Jacek Beler） 飾 Heršek
- 揚·納德巴爾（捷克語：Jan_Nedbal） 飾 Pavel
- 克里斯托夫·巴赫（英语：Christoph_Bach_(actor)） 飾 Schwarzhuber
- 弗洛里安·潘茨納（英语：Florian Panzner） 飾 Lausmann
- 米哈爾·雷日尼（Michal Režný） 飾 Marcel
- 卡米爾·諾日斯基（波兰语：Kamil Nożyński） 飾 Juzek
- 亞歷山大·閔沙（Aleksander Mincer） 飾 Kaczmarek
- 克薩韋里·史茲倫基爾（波兰语：Ksawery Szlenkier） 飾 Adamek

## 外部連結
- 豆瓣电影上《逃出奧斯威辛》的資料 （简体中文）
- 互联网电影数据库（IMDb）上《逃出奧斯威辛》的资料（英文）